# Adolph Fischer
Adolph Fischer (Bremen, 1855 — 11 de novembro de 1887) foi um ativista anarquista alemão que lutou em defesa dos direitos básicos aos trabalhadores nos Estados Unidos, país para onde emigrou em 1873. Foi julgado e considerado culpado de conspiração e enforcado junto com Albert Parsons, August Spies e George Engel, em consequência de um ataque a bomba à polícia durante a revolta de Haymarket. Entre os anarquistas de todo mundo Fischer é lembrado como um dos cinco mártires de Haymarket.